# Шеджу, Орельен
Орелье́н Бая́р Шеджу́ Фонга́н (фр. Aurélien Bayard Chedjou Fongang; 20 июня 1985, Дуала) — камерунский футболист, игравший на позиции защитника. Выступал за сборную Камеруна.

## Карьера

### Клубная
Воспитанник спортивной академии Каджи из города Дуала. В 2002 году был замечен скаутами «Вильярреала», но к играм основной команды молодой камерунец не подключался, а роль дублёра Шеджу не устраивала.
Через год Орельен перебрался из Испании в соседнюю Францию. Здесь и началась его профессиональная карьера, однако ни в «По», ни в «Осере», ни в «Руане» ему так и не удалось закрепиться.
В 2006 году Шеджу подписал контракт с «Лиллем». 1 декабря 2007 года он дебютировал в Лиге 1 в матче с «Марселем». Постепенно роль камерунца в команде росла и в сезоне 2008/09 он стал игроком основы, проведя 28 матчей.
25 мая 2013 года Шеджу подписал контракт с клубом «Галатасарай» на четыре года. Шеджу сыграл 119 матчей за «Галатасарай», в составе которого он выиграл чемпионат в 2015 году и три кубка Турции подряд в 2014, 2015 и 2016 годах, а также три Суперкубка Турции в 2013, 2015 и 2016 годах.
Летом 2017 года Шеджу присоединился к другому турецкому клубу «Истанбул Башакшехир» на правах свободного агента. Однако, он сломал лодыжку в подготовительном лагере перед началом сезона и смог дебютировать за команду лишь 11 февраля 2018 года. В сезоне 2018/19 он был отдан в аренду в клуб первого дивизиона Бурсаспор. Во время летнего трансферного периода 2019 года он досрочно расторг контракт с клубом. Всего провёл за «Истанбул Башакшехир» лишь 4 матча за 2 года.
2 сентября 2019 года он подписал двухлетний контракт с французским клубом «Амьен».

### Международная
Провёл 4 матча в составе олимпийской сборной в Пекине. С 2009 года — в основной сборной. Участник Кубка африканских наций 2010 и 2015 годов, а также чемпионатов мира 2010 и 2014 годов.

## Достижения
«Лилль»
- Чемпион Франции: 2010/11
- Обладатель Кубка Франции: 2010/11

 «Галатасарай»
- Чемпион Турции: 2014/15
- Обладатель Кубка Турции (3): 2013/14, 2014/15, 2015/16
- Обладатель Суперкубка Турции (3): 2013, 2015, 2016